# Kia Byers
Kia Byers (6 de octubre de 1987) es una deportista canadiense que compitió en piragüismo en la modalidad de aguas tranquilas.
Ganó una medalla de bronce en el Campeonato Mundial de Piragüismo de 2009, en la prueba de K1 4 × 200 m. En los Juegos Panamericanos de 2007 consiguió dos medallas.

## Palmarés internacional
| Campeonato Mundial   | Campeonato Mundial      | Campeonato Mundial | Campeonato Mundial |
| Año                  | Lugar                   | Medalla            | Competición        |
| -------------------- | ----------------------- | ------------------ | ------------------ |
| 2009                 | Dartmouth (Canadá)      | Medalla de bronce  | K1 4 × 200 m       |
| Juegos Panamericanos |                         |                    |                    |
| Año                  | Lugar                   | Medalla            | Competición        |
| 2007                 | Río de Janeiro (Brasil) | Medalla de oro     | K2 500 m           |
| 2007                 | Río de Janeiro (Brasil) | Medalla de bronce  | K4 500 m           |